# Westport, Nya Zeeland
Westport är en stad på Sydön i Nya Zeeland några mil norr om Greymouth. Staden hade år 2006 cirka 3 900 invånare.